# Madagascar: Escape 2 Africa (soundtrack)
Madagascar: Escape 2 Africa is de originele soundtrack van de gelijknamige film, gecomponeerd door Hans Zimmer met liedjes van will.i.am. Het album werd uitgebracht op 4 november 2008 door Interscope Records.
De originele filmmuziek werd gecomponeerd door Zimmer en de originele liedjes werden geschreven door will.i.am en gecomponeerd door Zimmer, met uitzondering van de nummers "The Good, the Bad and the Ugly" die werd gecomponeerd door Ennio Morricone en "New York, New York" die werd geschreven door Fred Ebb en gecomponeerd door John Kander. Het nummer "I Like to Move It" van Reel 2 Real is door will.i.am en Zimmer opnieuw uitgevoegd. Het nummer "Chums" is gecomponeerd door Heitor Pereira en Zimmer. Het nummer "Alex on the Spot" is de vocale versie van het nummer "Zoosters Breakout" van de soundtrackalbum Madagascar. Het orkest stond onder leiding van Gavin Greenaway. Additioneel muziek werd gecomponeerd door Lorne Balfe, James Dooley en Geoff Zanelli. Naast de originele filmmuziek bevat het album ook enkele popmuziek hits. Het album bereikte plaats 148 in de Billboard 200.

## Musici
- Chris Clad - Viool
- Richard Harvey - Houtblazer
- Luís Jardim - Percussie
- Satnam Ramgotra - Percussie
- Frank Ricotti - Marimba
- will.i.am - Zang
- Jonathan Williams - Cello
- Hans Zimmer - Synthesizer

- Carmen Carter - Achtergrondzang
- Al Chea - Achtergrondzang
- Dee Lewis Clay - Achtergrondzang
- Lorraine 'Lori' Perry - Achtergrondzang
- Sharon Perry - Achtergrondzang
- Oren Waters - Achtergrondzang

## Nummers
| Nr. | Titel                                          | Artiest(en)   | Duur |
| --- | ---------------------------------------------- | ------------- | ---- |
| 1   | Once Upon a Time in Africa                     |               | 3;50 |
| 2   | The Traveling Song                             | will.i.am     | 3;25 |
| 3   | Party! Party! Party!                           |               | 3:31 |
| 4   | I Like to Move It                              | will.i.am     | 3:41 |
| 5   | The Good, the Bad and the Ugly (Polka Version) |               | 0:52 |
| 6   | Big and Chunky                                 | will.i.am     | 3:21 |
| 7   | Chums                                          |               | 2:16 |
| 8   | New York, New York (Polka Version)             |               | 1:30 |
| 9   | Volcano                                        |               | 2:50 |
| 10  | Rescue Me                                      |               | 3:36 |
| 11  | More Than a Feeling                            | Boston        | 4:45 |
| 12  | She Loves Me                                   | will.i.am     | 1:43 |
| 13  | Foofie                                         |               | 2:39 |
| 14  | Copacabana (At the Copa)                       | Barry Manilow | 4:06 |
| 15  | Monochromatic Friends                          |               | 2:59 |
| 16  | Best Friends                                   | will.i.am     | 2:25 |
| 17  | Alex on the Spot                               | will.i.am     | 1:58 |

Muziek die in de film werd gebruikt en die niet op het album staan zijn:
| The Four Seasons: Spring (Allegro), geschreven door Antonio Vivaldi   |
| Private Dancer, geschreven door Mark Knopfler                         |
| It's Raining Men, geschreven door Paul Jabara en Paul Shaffer         |
| West Side Story geschreven door Leonard Bernstein en Stephen Sondheim |
| Born Free, geschreven door John Barry                                 |